# Le Breuil, Saône-et-Loire
Le Breuil är en kommun i departementet Saône-et-Loire i regionen Bourgogne-Franche-Comté i östra Frankrike. Kommunen ligger i kantonen Le Creusot-Est som tillhör arrondissementet Autun. År 2022 hade Le Breuil 3 508 invånare.

## Befolkningsutveckling
Antalet invånare i kommunen Le Breuil
| Referens: INSEE |